# Kanton Laval-Saint-Nicolas
Kanton Laval-Saint-Nicolas (fr. Canton de Laval-Saint-Nicolas) je francouzský kanton v departementu Mayenne v regionu Pays de la Loire. Tvoří ho pouze část města Laval, konkrétně čtvrť Saint-Nicolas.